# Dasyhelea lineata
Dasyhelea lineata är en tvåvingeart som först beskrevs av Jean-Jacques Kieffer 1917.  Dasyhelea lineata ingår i släktet Dasyhelea och familjen svidknott. Inga underarter finns listade i Catalogue of Life.